# Раджамангала
Раджамангала (на тайски: สนามราชมังคลากีฬาสถาน) е националният стадион в Тайланд.
Той е сред най-големите в Югоизточна Азия. Капацитетът на стадиона е 65 000 зрители.
Стадионът е разположен в центъра на Банкок и е част от спортния комплекс „Хуамак“. Съоръжението е открито през 1998 г. за Азиатските игри. На него играе домакинските си мачове националния отбор по футбол на Тайланд.